# 約翰尼斯·維特納
約翰尼斯·維特納（德語：Johannes Wildner，1956年3月5日—）是奥地利指揮家以及大學教授。

## 生平
約翰尼斯·維特納生於奥地利施泰爾馬克州米爾茨楚施拉格，大學時期學習指揮、小提琴以及音樂學。在任職維也納愛樂和維也納國立歌劇院管弦樂團期間，他的指揮以及演出風格受到了深刻的影響。 
在擔任布拉格國立歌劇院首席指揮（1994/95樂季）後，維特納成為萊比錫歌劇院（1996–98）首席常設指揮，並且自1997年到2007年擔任威斯特發倫新愛樂（位於雷克林豪森）的音樂總監，這支年輕的樂團同時也擔綱蓋爾森基興劇院的歌劇管弦樂團。從2010年至2014年，維德納擔任BBC音樂會管弦樂團（倫敦）的首席客座指揮。2013年起，維德納也是在下奧地利省北部舉辦的歌劇音樂節「Oper Burg Gars」的經理人。2014年十月起，維德納成為維也納音樂暨表演藝術大學的指揮科教授。
維特納定期受邀到各大歌劇院——例如：日本新國立劇場、維羅納圓形競技場、萊比錫、維也納人民劇院，格拉茲、薩爾茲堡、布拉格國立歌劇院以及克羅地亞國家劇院 (薩格勒布)——登台指揮，也和各大管弦樂團——包括：拜恩廣播交響樂團、倫敦愛樂管弦樂團（LPO）、皇家愛樂管弦樂團（倫敦）、聖彼得堡愛樂管弦樂團、東京愛樂交響樂團、中德廣播交響樂團、德烈斯登愛樂、西西里亞交響樂團（巴勒莫）、維也納交響樂團、維也納廣播交響樂團、林茲布魯克納管弦樂團、薩爾茲堡莫札特音樂學院管弦樂團、哥本哈根國立交響樂團、中國愛樂管弦樂團以及香港愛樂管弦樂團等經常合作。

## 錄音
維特納錄製了許多CD與DVD，這當中包括了《蝙蝠》（小約翰史特勞斯）、《女人皆如此》（莫札特）全劇錄影，《卡門》（比才）、《費加洛的婚禮》（莫札特）、《女人皆如此》（莫札特）以及布魯克納第三、九號交響曲錄音等等。 